# CVA (album)
CVA is het debuutalbum van de Amerikaanse punkband Paint It Black. Het album werd uitgegeven op 29 juli 2003 en werd, net zoals de latere studioalbums van Paint It Black, uitgegeven door het label Jade Tree Records. Het nummer "Womb Envy" is teven te horen in het videospel Tony Hawk's Underground.

## Nummers
1. "Cannibal" - 0:35
2. "Anesthesia" - 0:44
3. "Womb Envy" - 1:28
4. "Atticus Finch" - 1:39
5. "CVA" - 1:32
6. "Void" - 0:59
7. "The Insider" - 0:43
8. "Cutting Class" - 1:39
9. "Head Hurts Hands on Fire" - 0:38
10. "Bravo, Another Beautiful 'Fuck You' Song!" - 1:19
11. "Watered Down" - 1:20
12. "The Fine Art of Falling Apart" - 1:20
13. "This Song is Short Because It's Not Political" - 0:26
14. "Less Deicide, More Minor Threat..." - 1:03
15. "Four Simple Steps to Total Life Satisfaction" - 0:59
16. "Short Changed" - 1:27
17. "Why Film the Carnage?" - 0:42

## Band
- Dan Yemin - zang, gitaar
- Dave Hause - gitaar
- Andy Nelson - basgitaar, zang
- David Wagenschutz - drums